# Janica Kostelićová
Janica Kostelićová (chorvatsky Janica Kostelić; * 5. ledna 1982 Záhřeb) je bývalá chorvatská lyžařka, čtyřnásobná olympijská vítězka a pětinásobná mistryně světa v alpském lyžování, sestra lyžaře Ivicy Kosteliće.
Během své závodní kariéry se potýkala s řadou vleklých zdravotních potíží. V roce 2004 jí byla odstraněna štítná žláza, později podstoupila sérii operací kolen.
Sezónu 2006/2007 musela vzhledem ke zdravotním problémům vynechat a po jejím závěru, 19. dubna 2007, v 25 letech oznámila konec kariéry.
Později v Rijece založila kosmetický salon. Před časem se přidala k chorvatským osobnostem, které se pomocí veřejné sbírky snažily získat peníze na obhajobu někdejšího velitele chorvatské armády Anteho Gotoviny. Mezinárodní trestní tribunál pro bývalou Jugoslávii jej v roce 2011 nejprve za válečné zločiny páchané na Srbech odsoudil ke 24 letům vězení, v následujícím roce jej však všech obvinění zprostil.